# Mina Tindle
Mina Tindle, pseudonimo di Pauline de Lassus (Parigi, 9 aprile 1983), è una cantautrice francese.

## Biografia
Mina Tindle è nata a Parigi da una famiglia di origini spagnole. Mina ha vissuto a Brooklyn e qui ha debuttato come cantante dal vivo durante le serate del locale Zebulon e per il gruppo The Limes. Per intraprendere la carriera di cantante solista Mina si è trasferita a Parigi. Nel 2012 ha ottenuto il suo primo ingresso nella classifica francese con l'album di debutto Taranta, che ha debuttato alla 128ª posizione; lo stesso posizionamento nella classifica dei singoli è stato raggiunto dal brano To Carry Many Small Things. Il secondo album Parades, uscito nel 2014, si è fermato al 156º posto.

## Discografia

### Album in studio
- 2012 – Taranta
- 2014 – Parades
- 2020 – Sister

### Album di remix
- 2013 – Seen By...

### EP
- 2011 – Mina Tindle

### Singoli
- 2009 – The Kingdom
- 2012 – To Carry Many Small Things
- 2012 – Bells
- 2012 – Too Loud
- 2012 – Lovely Day
- 2014 – I Command
- 2014 – The Curse
- 2015 – Pas les saisons
- 2018 – It's All Been the Same (con Lanz)
- 2020 – Give A Little Love (con Sufjan Stevens)

#### Come artista ospite
- 2014 – Trouble on a Par (Magnus feat. Mina Tindle)
- 2019 – Oblivions (The National feat. Mina Tindle)